# 特定無線局
特定無線局（とくていむせんきょく）は、包括的に免許を付与することができる無線局のことである。

## 定義
電波法第27条の2に、「次の各号のいずれかに掲げる無線局であつて、適合表示無線設備のみを使用するもの」と規定している。
続いて「二以上開設しようとする者は、その特定無線局が目的、通信の相手方、電波の型式及び周波数並びに無線設備の規格（総務省令で定めるものに限る。）を同じくするものである限りにおいて、次条から第27条の11までに規定するところにより、これらの特定無線局を包括して対象とする免許を申請することができる。
1. 移動する無線局であつて、通信の相手方である無線局からの電波を受けることによつて自動的に選択される周波数の電波のみを発射するもののうち、総務省令で定める無線局
2. 電気通信業務を行うことを目的として陸上に開設する移動しない無線局であつて、移動する無線局を通信の相手方とするもののうち、無線設備の設置場所、空中線電力等を勘案して総務省令で定める無線局

とある。
引用の促音の表記は原文ママ

## 概要
無線局を開設する際に従前は、予備免許を取得し無線設備を設置して落成検査を受けるか、簡易な免許手続に対応した無線設備を設置するかのいずれかにより免許を取得していた。
しかし、特に携帯電話の普及に伴いこの方法では量的、時間的に対応できないものとなった。
そこで、同一規格の無線設備については、複数の局を開設しようとする者について包括的に免許を与えることが制度化

された。
この対象となる無線局が特定無線局であり、無線設備には技適マークの表示が必須である。
企業等が営利法人等として　免許状を無線機から適切な位置に設置せず、営利活動等をしたら電波法違反になる。
電波法施行規則第4条に規定する無線局の種別にあるものではなく、特定小電力無線局や特定ラジオマイクとも関係ない。

## 種類
定義にある総務省令とは電波法施行規則のことであり、第15条の2に次のものが規定されている。
2022年（令和4年）4月27日現在
第1号
- 電気通信業務用陸上移動局
- 電気通信業務用VSAT地球局（高度600km以下の軌道の非静止衛星用で14.4GHzを超え14.5GHz以下は除く。）
- 電気通信業務用航空機地球局
- 電気通信業務用携帯移動地球局（高度600km以下の軌道の非静止衛星用で14.4GHzを超え14.5GHz以下は除く。）
- デジタルMCA無線用陸上移動局
- 高度MCA無線用陸上移動局
- 防災対策携帯移動衛星通信用携帯移動地球局
- 広帯域移動無線アクセスシステム用陸上移動局（電気通信業務用を除く。）
- ローカル5G用陸上移動局（電気通信業務用を除く。）
- RZSSB方式及び狭帯域デジタル通信方式の陸上移動局
- RZSSB方式及び狭帯域デジタル通信方式の携帯局

第2号
- 広範囲の地域において同一の者により開設される無線局に専ら使用させることを目的として総務大臣が別に告示する周波数の電波のみを使用する基地局（次号に掲げるものを除く。）
- 屋内その他他の無線局の運用を阻害するような混信その他の妨害を与えるおそれがない場所に設置する基地局
  - これはフェムトセル基地局のことである。
- 広範囲の地域において同一の者により開設される無線局に専ら使用させることを目的として総務大臣が別に告示する周波数の電波のみを使用する陸上移動中継局
  - 告示[3]された周波数は、携帯電話用および無線アクセスシステム用である。

特定無線局を包括申請できるのは、ほとんどが電気通信事業者であり、その他はMCA無線利用者か災害に対応する官公署・公共的な企業や団体に限られる。

## 包括免許人
包括免許人は、電波法第27条の6で次のとおり分類される。 
- 第1号の無線局の包括免許人を第一号包括免許人
- 第2号の無線局の包括免許人を第二号包括免許人

包括免許人に対する要求事項は、電波法第27条の6および第27条の7により一部異なる。
- 第一号包括免許人は最初の局を開設したときのみ届出を行なえばよいが、第二号包括免許人は個々の局を開設した都度に届出を行なわねばならない。
- 第一号包括免許人は指定局数以上を開設できない（指定局数増加の変更申請はできない。）。

なお、総務省令特定無線局の開設の根本的基準においては、電気通信事業用とそれ以外のものに分類して基準が述べられている。

## 操作
電波法施行規則第33条の無線従事者を要しない「簡易な操作」には、第2号に航空機の安全運航又は正常運航に関する通信を行う航空機地球局以外の特定無線局の「無線設備の通信操作及び当該無線設備の外部の転換装置で電波の質に影響を及ぼさないものの技術操作」があり、原則として無線従事者を必要としない。
- 上記の航空機地球局は航空無線通信士以上の無線従事者による管理を要する。

## 特定無線局と通信の相手方を同じくする外国の無線局
特定無線局が制度化された際に、電波法に第103条の5が追加された。
その第1項は「包括免許人（現・第一号包括免許人）は、（中略）総務大臣の許可を受けて、本邦内においてその包括免許に係る特定無線局と通信の相手方を同じくし、当該通信の相手方である無線局からの電波を受けることによつて自動的に選択される周波数の電波のみを発射する外国の無線局を運用することができる。」とされた。
引用の促音の表記は原文ママ
この規定は「訪日外国人が外国の電気通信事業者と契約した携帯電話端末で国際ローミングを行うこと」を意図したものであるが、期間や国籍を問わないので、日本人でもいわゆる技適なしの携帯電話端末を使用できる可能性があるとしたものであったとはいえる。
電波法第103条の5第1項は、2016年（平成28年）5月21日
に、外国の無線局の後に「（当該許可に係る外国の無線局の無線設備を使用して開設する無線局を含む。）」が追加された。
これは「訪日外国人が外国の電気通信事業者と契約した携帯電話端末のSIMカードを日本で販売されているものに差し替えて国際ローミングできること」を意図したものであるが、従前と同様に期間や国籍を問わない。
但し、スマートフォンをはじめ対象となる端末にはWi-FiやBluetooth機能が併せて搭載されることが普通となっている。
訪日外国人であれば同時に改正された第4条第2項により入国後90日間は免許不要局とみなされるが、日本人であれば輸入された基準不適合設備とされ、輸入業者や販売業者は他の無線局の運用を妨害しないようとするための勧告の対象とされる。
Wi-FiやBluetooth機能を停止すれば問題は無いが、従前から「総務大臣の許可」は公示されるものではないから一般にはうかがい知れない。
また「外国の電気通信事業者と契約した」すなわち「外国で使用開始した」ものであることも従前のままである。
これらの条件から日本人の技適なしの携帯電話端末の使用は不可能ではないが困難が多いといえる。
技術基準適合証明#日本国外の機器に関する問題も参照

## 沿革
1997年（平成9年）- 電波法令改正

により制度化
- 電波法には、現行の第1号に相当するもののみ規定していた。
- 電波法施行規則に定められた種類は、
  - 電気通信業務用陸上移動局
  - 電気通信業務用航空機地球局
  - 電気通信業務用携帯移動地球局
  - デジタルMCA無線無線用陸上移動局
  - MCA無線用陸上移動局
- 携帯電話の国際ローミングについても規定された。

1998年（平成10年）
- 携帯電話の国際ローミングの対象となる端末が告示[9]された。
- 1900MHz帯を使用して端末設備又は自営電気通信設備と接続する電気通信業務用固定局が追加[10]された。

1999年（平成11年）- 次の無線局が追加された。
- RZSSB方式及び狭帯域デジタル通信方式の陸上移動局[11]
- RZSSB方式及び狭帯域デジタル通信方式の携帯局[11]
- 電気通信業務用VSAT地球局[12]

2002年（平成14年）- 1900MHz帯電気通信業務用固定局は端末設備と接続するものに限るとされた。
2003年（平成15年）- 携帯電話の国際ローミングの対象となる端末の告示が改正された。
2004年（平成16年）- 電気通信業務用航空機地球局が追加された。
2008年（平成20年）- 端末設備に接続する1900MHz帯電気通信業務用固定局は削除された。
2011年（平成23年）- 特定無線局は従前からある移動する無線局を第1号と、新規に電気通信業務用の移動しない無線局を第2号と規定

された。
- 第2号としてフェムトセル基地局が追加され、包括免許人への要求事項は第1号と第2号では一部異なることとなった。

2014年（平成26年）- 携帯電話用および2.5GHz帯無線アクセスシステム用の基地局（フェムトセル基地局を除く。）と陸上移動中継局が、第2号特定無線局に追加
2016年（平成28年）- 携帯電話の国際ローミングについての規定が改正
2017年（平成29年）- 防災対策携帯移動衛星通信用携帯移動地球局が、第1号特定無線局に追加
2019年（平成31年、令和元年）
- 第1号特定無線局からMCA無線用陸上移動局が削除、高度MCA無線用陸上移動局が追加[21]
- 広帯域移動無線アクセスシステム用陸上移動局（電気通信業務用を除く。）およびローカル5G用陸上移動局（電気通信業務用を除く。）が追加[22]

2021年（令和3年）- 電気通信業務用VSAT地球局と携帯移動地球局で14.4GHzを超え14.5GHz以下のものは、特定無線局の対象外に
2022年（令和4年）- 電気通信業務用VSAT地球局と携帯移動地球局で14.4GHzを超え14.5GHz以下で特定無線局の対象外となるのは、高度600km以下の軌道の非静止衛星用に
| 年度 | 総数          | 総数             | 電気通信業務用       | 電気通信業務用 | 電気通信業務用陸上移動局 | 電気通信業務用陸上移動局 |
| --- | ------------- | ---------------- | -------------------- | -------------- | ------------------------ | ------------------------ |
| 平成13年度末 | 123,102,118   | 70,591,845       | 121,659,814          | 69,957,313     | 121,481,373              | 69,909,000               |
| 平成14年度末 | 130,941,642   | 76,820,893       | 129,649,552          | 76,254,905     | 129,470,658              | 76,204,757               |
| 平成15年度末 | 145,666,201   | 83,846,612       | 144,511,267          | 83,354,662     | 144,332,295              | 83,302,927               |
| 平成16年度末 | 146,499,315   | 93,249,074       | 145,363,394          | 92,785,913     | 145,191,335              | 92,732,188               |
| 平成17年度末 | 175,750,386   | 100,972,273      | 174,647,829          | 100,542,047    | 174,470,185              | 100,482,210              |
| 平成18年度末 | 245,992,111   | 99,432,075       | 245,912,093          | 99,023,582     | 245,731,986              | 98,956,597               |
| 平成19年度末 | 244,107,436   | 104,486,510      | 243,074,288          | 104,102,673    | 242,902,434              | 104,027,260              |
| 平成20年度末 | 250,091,220   | 108,693,075      | 249,119,745          | 108,340,494    | 248,894,483              | 108,258,120              |
| 平成21年度末 | 280,239,819   | 113,243,712      | 279,325,790          | 112,917,690    | 279,077,003              | 112,831,491              |
| 平成22年度末 | 299,931,269   | 117,544,671      | 299,053,063          | 117,241,226    | 298,789,418              | 117,149,986              |
| 年度 | 第1号         | 第1号            | 第1号                | 第1号          | 第1号                    | 第1号                    |
| 年度 | 総数          | 総数             | 電気通信業務用       | 電気通信業務用 | 電気通信業務用陸上移動局 | 電気通信業務用陸上移動局 |
| 平成23年度末 | 339,085,096   | 131,462,479      | 338,245,082          | 131,177,714    | 337,964,728              | 131,070,654              |
| 平成24年度末 | 295,327,598   | 142,661,663      | 294,497,134          | 142,381,072    | 294,054,414              | 142,251,897              |
| 平成25年度末 | 409,923,349   | 153,491,761      | 409,377,186          | 153,305,195    | 409,024,396              | 153,164,759              |
| 平成26年度末 | 460,476,232   | 173,686,414      | 459,949,839          | 173,494,820    | 459,590,853              | 173,353,047              |
| 平成27年度末 | 576,676,160   | 195,835,331      | 576,175,978          | 195,660,133    | 575,793,971              | 195,516,070              |
| 平成28年度末 | 606,047,972   | 213,415,603      | 605,573,407          | 213,253,198    | 605,191,885              | 213,107,188              |
| 平成29年度末 | 635,538,183   | 313,271,750      | 635,136,939          | 312,826,526    | 634,763,511              | 312,681,250              |
| 平成30年度末 | 551,627,769   | 246,483,344      | 551,192,292          | 246,336,120    | 550,805,317              | 246,191,420              |
| 令和元年度末 | 871,902,819   | 261,837,375      | 871,474,967          | 261,644,398    | 871,047,961              | 261,497,546              |
| 令和2年度末 | 998,561,532   | 272,826,295      | 998,136,978          | 272,686,699    | 997,719,712              | 272,541,484              |
| 令和3年度末 | 986,681,212   | 287,696,704      | 985,252,181          | 287,559,439    | 984,841,265              | 287,415,084              |
| 令和4年度末 | 1,436,858,761 | 306,323,423      | 1,436,435,527        | 306,191,008    | 1,435,906,951            | 306,036,368              |
| 各年度の用途・局種別無線局数による。 左欄は指定局数、右欄は開設局数 電気通信業務用陸上移動局とは、そのほとんどが携帯電話端末のことである。 |               |                  |                      |                |                          |                          |
| 年度 | 第2号         | 第2号            | 第2号                | 第2号          | 第2号                    | 第2号                    |
| 年度 | 総数          | 基地局           | 基地局               |                |                          |                          |
| 平成23年度末 | 119,709       | 119,709          | 119,709              |                |                          |                          |
| 平成24年度末 | 140,510       | 140,510          | 140,510              |                |                          |                          |
| 平成25年度末 | 144,198       | 144,198          | 144,198              |                |                          |                          |
| 平成26年度末 | 304,392       | 291,975          | 291,975              |                |                          |                          |
| 平成27年度末 | 505,023       | 407,585          | 407,585              |                |                          |                          |
| 平成28年度末 | 528,310       | 494,711          | 494,711              |                |                          |                          |
| 平成29年度末 | 995,820       | 963,575          | 963,575              |                |                          |                          |
| 平成30年度末 | 1,076,369     | 1,044,745        | 1,044,745            |                |                          |                          |
| 年度 | 総数          | 携帯電話基地局等 | フェムトセル基地局等 |                |                          |                          |
| 令和元年度末 | 940,164       | 474,995          | 434,749              |                |                          |                          |
| 令和2年度末 | 702,469       | 474,510          | 198,337              |                |                          |                          |
| 令和3年度末 | 773,581       | 514,620          | 230,625              |                |                          |                          |
| 令和4年度末 | 686,868       | 546,058          | 116,081              |                |                          |                          |
| 各年度の用途・局種別無線局数による。 第2号の指定局数は公表されておらず、開設局数のみ                                                       |               |                  |                      |                |                          |                          |